# Ponchon
Ponchon es una comuna francesa situada en el departamento de Oise, en la región de Alta Francia.

## Demografía
| 510 | 630 | 652 | 693 | 831 | 1041 | 1125 |
| Para los censos de 1962 a 1999 la población legal corresponde a la población sin duplicidades (Fuente: INSEE [Consultar]) |     |     |     |     |      |      |